# Сельское поселение «Олинское»
Се́льское поселе́ние «Олинское» — муниципальное образование в Нерчинском районе Забайкальского края Российской Федерации.
Административный центр — село Олинск.

## История
Статус и границы сельского поселения установлены Законом Читинской области от 19 мая 2004 года «Об установлении границ, наименований вновь образованных муниципальных образований и наделении их статусом сельского, городского поселения в Читинской области».

## Население
| 2010  | 2011  | 2012  | 2013  | 2014  | 2015  | 2016  |
| ----- | ----- | ----- | ----- | ----- | ----- | ----- |
| 1185  | ↘1181 | ↘1170 | ↘1129 | ↘1098 | ↘1078 | ↘1056 |
| 2017  | 2018  | 2019  | 2020  | 2021  |       |       |
| ↘1048 | ↘1032 | ↘1025 | ↘1008 | ↗1041 |       |       |

## Состав сельского поселения
| № | Населённый пункт | Тип населённого пункта       | Население |
| - | ---------------- | ---------------------------- | --------- |
| 1 | Большой Луг      | село                         | ↘71       |
| 2 | Крупянка         | село                         | ↘140      |
| 3 | Олинск           | село, административный центр | ↘788      |